# Bengt Robertson

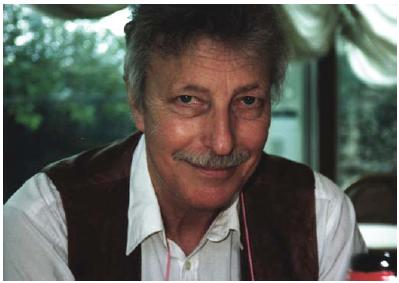
Bengt Robertson (1935-2008).

Bengt Robertson, född 12 september 1935, död 14 december 2008, var en svensk läkare, medicinsk forskare, professor, poet och författare.
Bengt Robertson var en aktiv forskare även efter sin pension och publicerade över 700 vetenskapliga artiklar. Han har blivit tilldelat flera utmärkelser, däribland King Faisal International Prize for Medicine 1996, även kallat "Det Arabiska Nobelpriset". Uppkallat efter honom är The Bengt Robertson Awardsom delas ut varje år av European Academy of Paediatric societies (EAPS) till unga forskare som ägnar sig åt neonatal lungmedicin.

## Medicinen CuRoSurf
Bengt Roberson utvecklade tillsammans med Tore Curstedt en lungmedicin som har räddat livet på hundratusentals för tidigt födda barn världen över.
Forskning i USA visade att för tidigt födda saknade ett ytaktivt ämne, lungsurfaktant, som normalt bildas under graviditeten men först efter 35 veckor. Denna sjukdom kallades IRDS (Infant Respiratory Distress Syndrome). Man hade länge försökt ge syntetiska ämnen till barn med denna sjukdom utan framgång. Bengt Robertson upptäckte tack vare ett nytt instrument, kallat den pulserande bubblan, att man måste använda sig av naturligt ytspänningsnedsättande medel då dessa också innehåller speciella proteiner nödvändiga för att det skall fungera. I djurförsök kunde man tydligt se att lungorna på för tidigt födda expanderade efter att man tillsatt detta medel. Tillsammans med den kliniska kemisten Tore Curstedt framställde Robertson ett preparat från grislungor för att ge till barn med IRDS. Medicinen fick namnet CuRoSurf efter upphovsmännen, Curstedt och Robertson.
Curosurf testades kliniskt 1984 i randomiserade studier. Det har sedan dess varit överlägset andra preparat, och räddar idag tusentals barn varje dag till ett friskt liv. Medlet tillverkas av det italienska företaget Chiesi.